# Klaus Ganzer
Klaus Ganzer (* 2. Februar 1932 in Stuttgart; † 14. Oktober 2021 in München) war ein deutscher römisch-katholischer Kirchenhistoriker.

## Werdegang
Ganzer studierte von 1952 bis 1957 an der Universität Tübingen. 1957 wurde er in Rottenburg zum Priester geweiht. 1963 promovierte er an der Universität Tübingen zum Dr. theol. 1966 erfolgte die Habilitation für das Fach Kirchengeschichte des Mittelalters und der Neuzeit an der Universität Tübingen. Von 1968 bis 1972 war er ordentlicher Professor für Mittlere und Neuere Kirchengeschichte an der Theologischen Fakultät Trier, von 1972 bis 1999 ordentlicher Professor für Kirchengeschichte des Mittelalters und der Neuzeit an der Universität Würzburg. Er war Mitglied der Akademie der Wissenschaften und der Literatur Mainz. 1998 verlieh ihm Papst Johannes Paul II. den Titel eines Päpstlichen Ehrenprälaten. Zu seinen Schülern gehörten Heribert Smolinsky und Johannes Meier. Schwerpunkte seiner Forschung waren das Konzil von Trient und die katholischen Erneuerungsbewegungen des 16. Jahrhunderts.